# Alter jüdischer Friedhof (Thann)

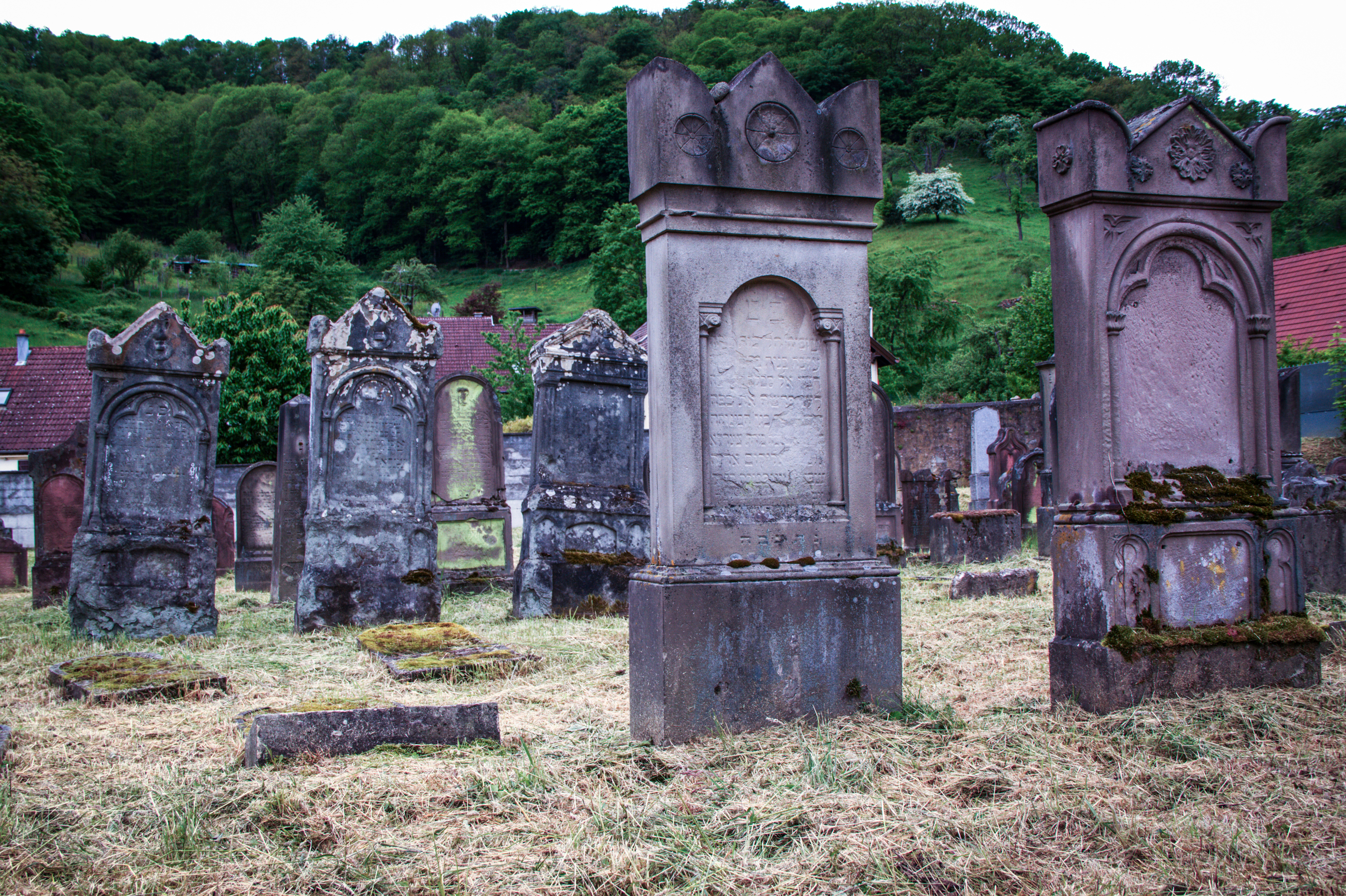
Grabsteine auf dem alten jüdischen Friedhof in Thann

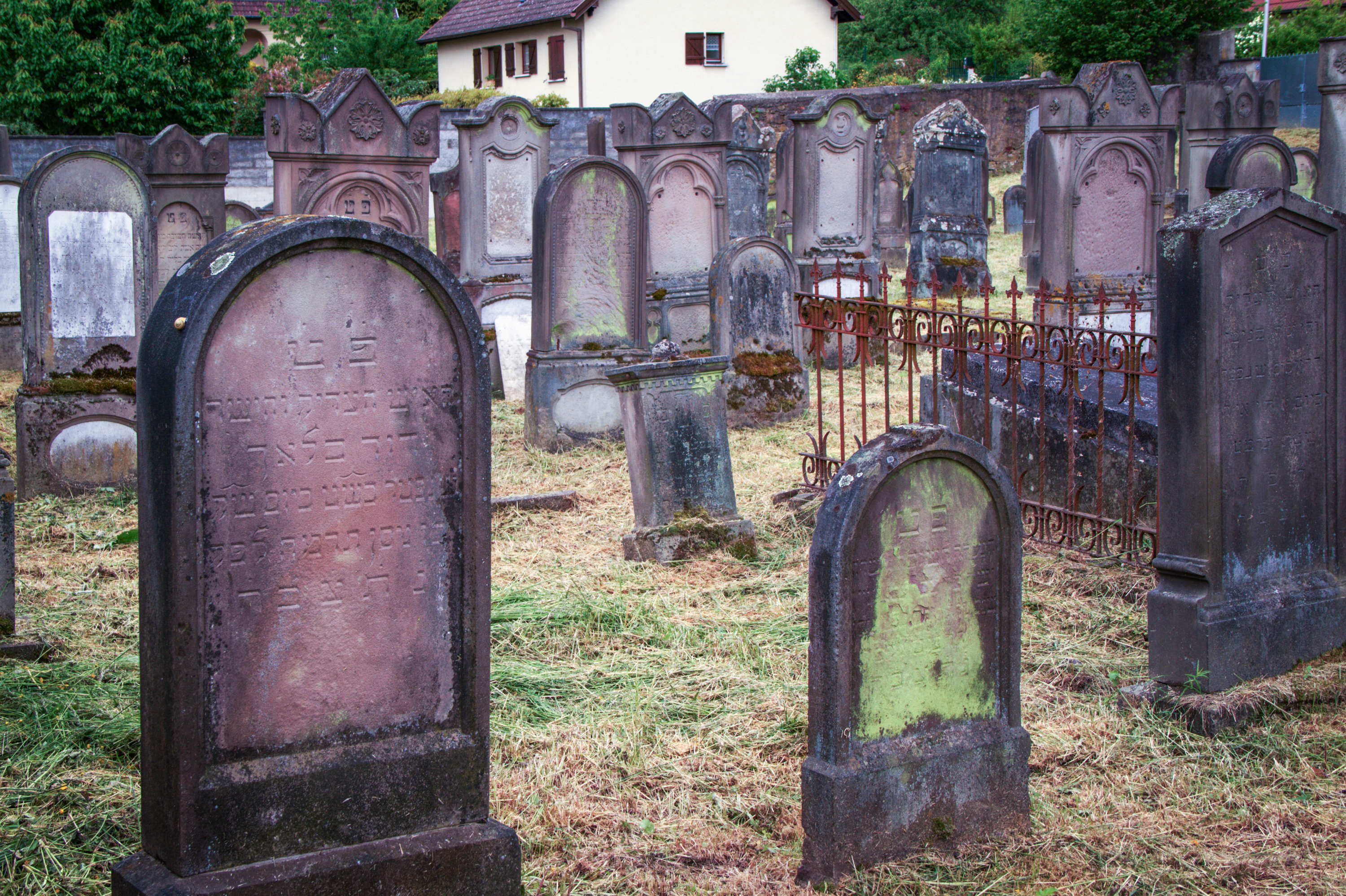
Grabsteine auf dem alten jüdischen Friedhof in Thann

Der Alte jüdische Friedhof Thann ist ein jüdischer Friedhof in der französischen Stadt Thann im Département Haut-Rhin im Elsass (Region Grand Est). Der Friedhof befindet sich in der Rue Humberger, nordwestlich der Altstadt.

## Geschichte
Der alte jüdische Friedhof wurde vermutlich im 17. Jahrhundert errichtet. Heute sind noch etwa 100 Grabsteine vorhanden, die ältesten stammen aus dem 17. Jahrhundert.
Ein neuer jüdischer Friedhof wurde Ende des 19. Jahrhunderts angelegt. Er befindet sich circa eineinhalb Kilometer östlich der Altstadt in Richtung Aspach.